# Betty Owczarek
Betty Owczarek (Kortrijk, 22 mei 1976) is een Belgische zangeres. Ze werd in 2000 bekend door haar deelname aan de eerste editie van het televisieprogramma Big Brother in Vlaanderen. Na 77 dagen werd ze uit het huis gestemd.

## Loopbaan
Owczarek bracht na haar deelname aan Big Brother een single uit, Come to me, die een toptienhit werd in Vlaanderen en waarmee zij goud behaalde.
In 2003 bracht ze onder de artiestennaam Biba Binoche het Franse liedje Je t'aime Mélancolie uit (oorspronkelijk van Mylène Farmer). Niet wetende dat het om Owczarek ging, nam Studio Brussel het lied op in zijn playlist. Datzelfde jaar bracht ze nummers uit als Si Douce en de Serge Gainsbourg-cover Je Suis Venue Te Dire Que Je M'en Vais. Het debuutalbum van Biba Binoche werd ook door Gainsbourg geïnspireerd en kreeg de titel 'Initials BB'. Het album werd ook in Rusland, Polen, Letland, Estland, Moldavië, Japan en Taiwan uitgebracht.
In 2004 nam Owczarek deel aan de preselecties van Eurosong als Biba Binoche, maar ze haalde de finale niet. In 2005 trad ze op in theater Het Witte Paard in Blankenberge met een Marilyn Monroe-act. In 2006 bracht Owczarek twee singles uit in Duitsland, Tatanzer en Nasowas. In België verscheen een Nederlandstalige single met als titel Vrienden. In 2008 nam ze nogmaals deel aan de preselecties van Eurosong, ditmaal als Femme Fatale. Ook ditmaal haalde ze de finale niet met haar erotisch getinte optreden. In 2011 deed Owczarek mee aan de televisie-kookwedstrijd MasterChef. Ze haalde de halve finale. Op 12 juli 2012 kwam haar single Koel me af uit.
Owczarek werd in 2013 presentatrice op de softerotische zender Club 41. In 2016 studeerde ze af als verpleegkundige. Daarna werkte ze als stewardess bij Brussels Airlines. Sinds 2020 is ze aan de slag als verpleegkundige in het UZ Gent.

## Trivia
- Owczarek verscheen ooit in het mannenblad Playboy.

## Discografie

### Albums
| Album met hitnotering(en) in de Vlaamse Ultratop 200 albums | Datum van verschijnen | Datum van binnenkomst | Hoogste positie | Aantal weken | Opmerkingen |
| ----------------------------------------------------------- | --------------------- | --------------------- | --------------- | ------------ | ----------- |
| Come to me                                                  | 2001                  | 11-08-2001            | 39              | 3            |             |
| Initials BB                                                 | 2003                  | 11-08-2001            | 78              | 1            |             |

### Singles
| Single met hitnotering(en) in de Vlaamse Ultratop 50 | Datum van verschijnen | Datum van binnenkomst | Hoogste positie | Aantal weken | Opmerkingen                                    |
| ---------------------------------------------------- | --------------------- | --------------------- | --------------- | ------------ | ---------------------------------------------- |
| Leef / Bewonerslied                                  | 2000                  | -                     | -               | -            | als De Bewoners en Walter (Big Brother)        |
| Een brief voor kerstmis                              | 2000                  | 16-12-2000            | 1               | 11           | als De Bewoners en Walter (Big Brother)        |
| Come to me                                           | 2000                  | 13-01-2001            | 4               | 9            | Goud / Nr. 4 in de Radio 2 Top 30              |
| You're the one                                       | 2001                  | 14-04-2001            | 11              | 7            | Nr. 16 in de Radio 2 Top 30                    |
| Something in your eyes / Boys boys boys              | 2001                  | 14-07-2001            | 34              | 9            | Nr. 17 in de Radio 2 Top 30                    |
| Gek op jou                                           | 2002                  | 10-08-2002            | 22              | 7            | Nr. 29 in de Radio 2 Top 30                    |
| Je t'aime mélancolie                                 | 2003                  | 22-03-2003            | 35              | 7            | als Biba Binoche                               |
| Si Douce                                             | 2003                  | 16-08-2003            | 40              | 6            | als Biba Binoche / Nr. 28 in de Radio 2 Top 30 |
| Je suis venue te dire que je m'en vais               | 2003                  | -                     | -               | -            | als Biba Binoche                               |
| Je chante pour toi                                   | 2004                  | 21-02-2004            | tip4            |              | als Biba Binoche / Eurosong 2004               |
| Yo quiero bailar                                     | 2004                  | -                     | -               | -            |                                                |
| Tatanzer                                             | 2006                  | -                     | -               | -            |                                                |
| Nasowas                                              | 2006                  | -                     | -               | -            |                                                |
| Pouces en auvant / Duimen naar voren                 | 2008                  | -                     | -               | -            |                                                |
| Goût d'mazout                                        | 2008                  | -                     | -               | -            |                                                |
| Vrienden                                             | 2008                  | -                     | -               | -            |                                                |
| Décadance                                            | 2008                  | -                     | -               | -            | als Femme Fatale / Eurosong 2008               |
| Ohlala, deze nacht gaat het gebeuren                 | 2010                  | -                     | -               | -            | met Angelino                                   |
| Koel Me Af / So Hot                                  | 2012                  | -                     | -               | -            |                                                |
| Tarzan Toy                                           | 2013                  | -                     | -               | -            |                                                |